# Thalassodes implicata
Thalassodes implicata är en fjärilsart som beskrevs av T.P. Lucas 1891. Thalassodes implicata ingår i släktet Thalassodes och familjen mätare. Inga underarter finns listade i Catalogue of Life.